# Ligne C du tramway d'Angers
La ligne C du tramway d'Angers est une ligne de tramway de l'agglomération angevine mise en service le 8 juillet 2023. Elle est d'orientation ouest-sud et relie Belle-Beille et La Roseraie via le centre-ville d'Angers. Ligne créée par opportunité grâce à l'utilisation des infrastructures des lignes A et B, son parcours est quasiment entièrement en commun avec l'une ou l'autre ligne.

## Chronologie
- 20 février 2017 : déclaration d'utilité publique du projet d'extension[1].
- Août 2017 : début des travaux de création du pont des Arts-et-Métiers sur la Maine et des aménagements des abords[2].
- 29 août 2019 : inauguration du pont des Arts-et-Métiers[3].
- 8 juillet 2023 : Mise en service de la ligne C, en même temps que la ligne B[4].

## Tracé

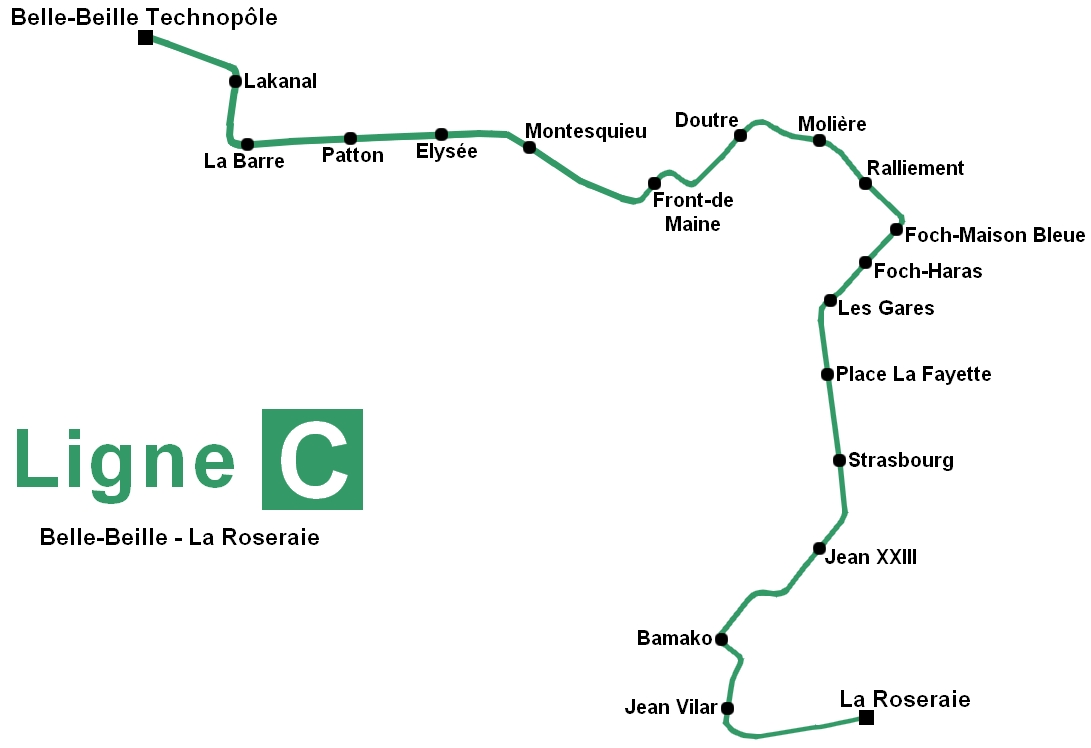
Tracé géographiquement exact de la ligne.

La ligne relie Belle-Beille à La Roseraie en passant par le centre-ville d'Angers avec la particularité d'utiliser des infrastructures des autres lignes, soit déjà existantes, soit nouvellement construites dans le cadre du projet d'extension du réseau. Le court tronçon en centre-ville qu'elle est la seule à emprunter est issu de l'ancien tracé de la ligne A abandonné en 2021 :
- entre Belle-Beille - Campus et Molière : tronçon commun avec la ligne B ;
- entre Molière et Foch - Maison Bleue (rue de la Roë, place du Ralliement et rue d'Alsace) : réutilisation du tronçon de la ligne A délaissé depuis 2021 ;
- entre Foch-Maison Bleue et La Roseraie : tronc commun avec la ligne A.

### Rue de la Roë

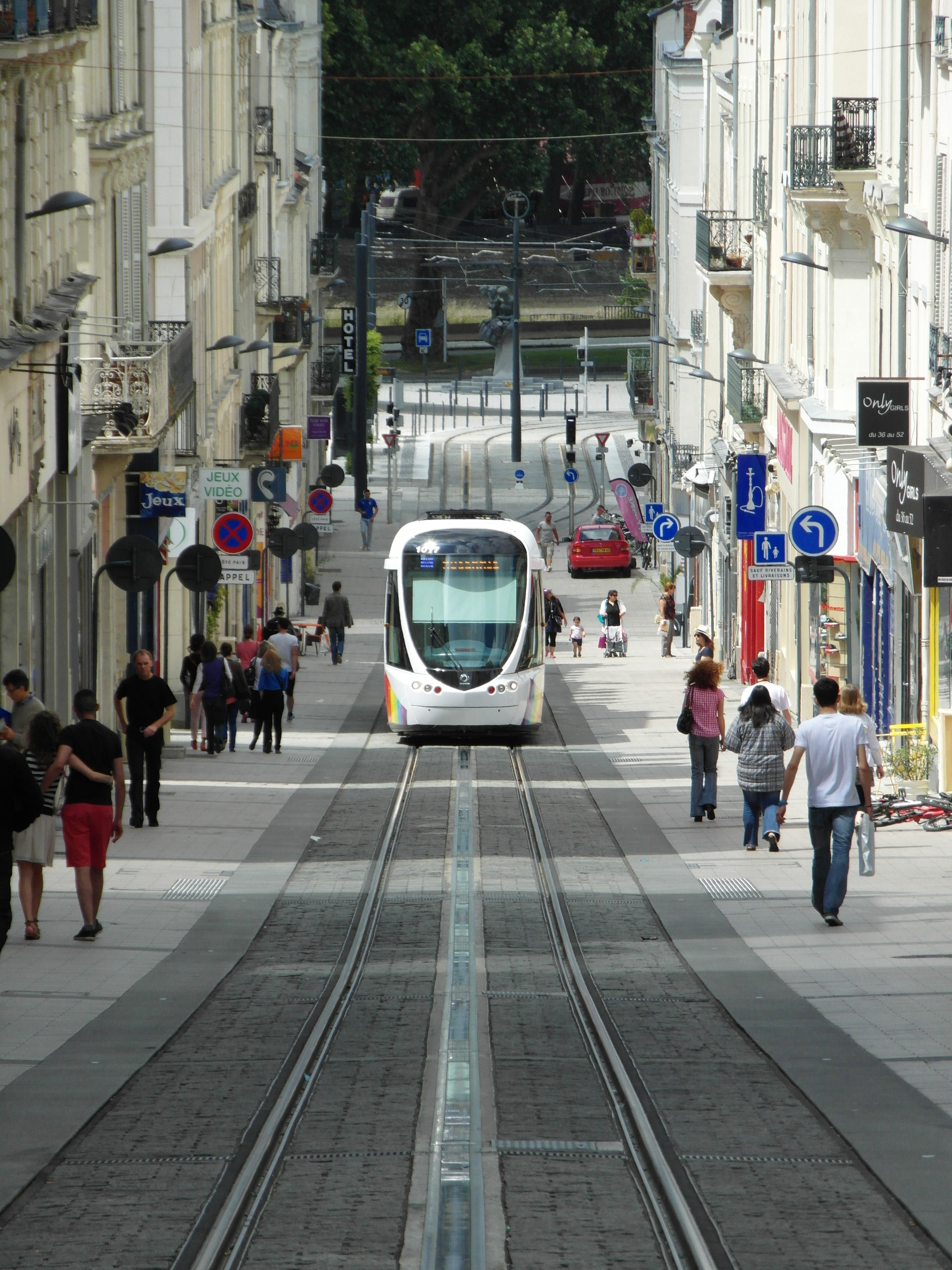
Tramway, rue de la Roë.

Le court tronçon qui emprunte la rue de la Roë et qui se trouve situé entre les stations Place Molière et Ralliement cumule trois caractéristiques particulières : il est à voie unique, équipé de l'alimentation par le sol et est en forte rampe (7 %). Ce tronçon a été emprunté par la ligne A du 25 juin 2011 au 3 janvier 2021,.

### Place du Ralliement

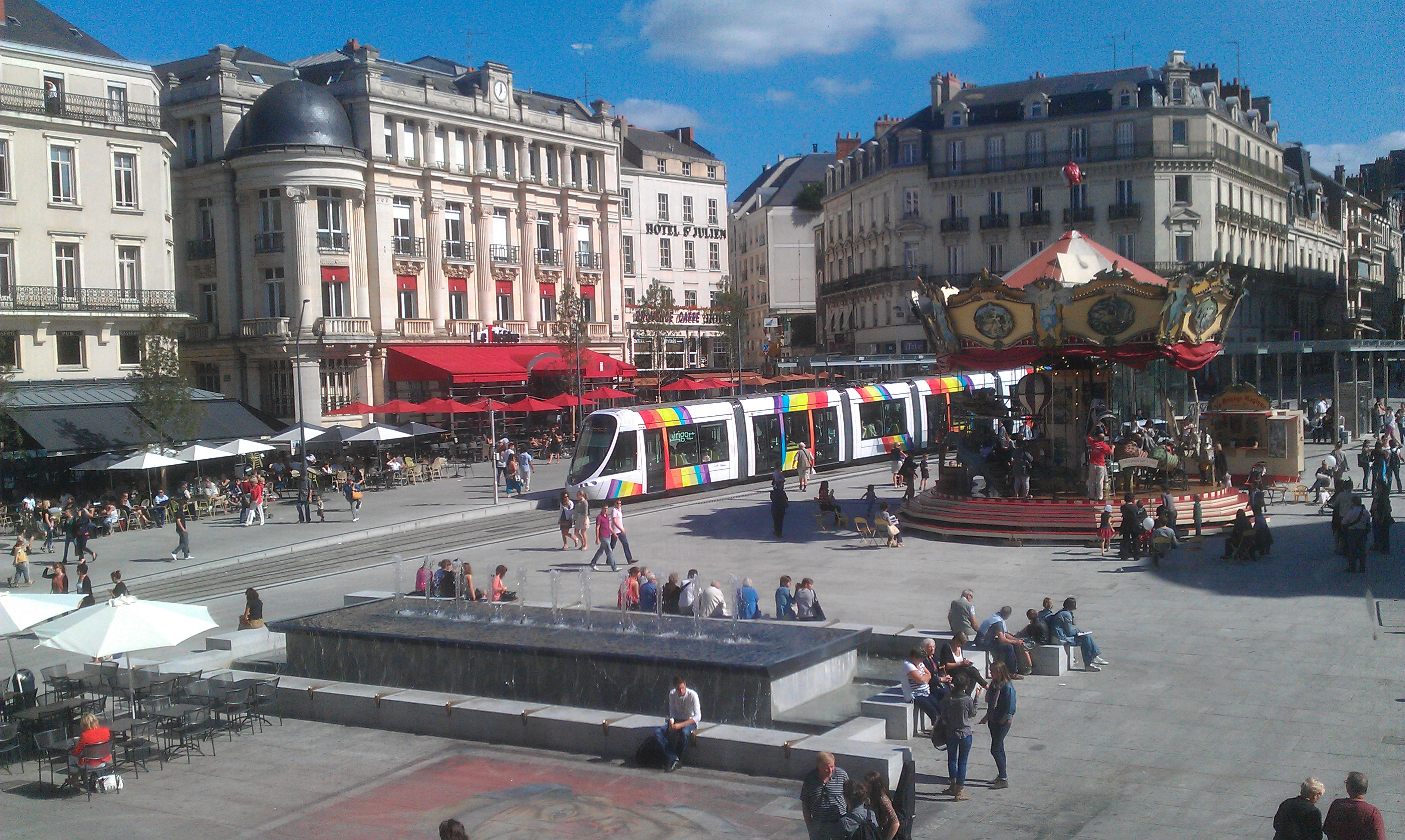
La place du Ralliement rénovée, en septembre 2011.

Comme pour la rue de la Roë, le passage de la ligne A du tramway par la place du Ralliement du 25 juin 2011 au 4 janvier 2021 est l'occasion de rénover entièrement le parking souterrain, dont les accès (entrée et sortie des véhicules) se trouvaient sur la place elle-même. Fermé à partir du 5 février 2009, il a rouvert le jeudi 22 avril 2010 avec les accès déportés rue de la Chaussée-Saint-Pierre (entrée) et rue Saint-Maurille (sortie). Depuis la mise en service de la ligne C, c'est celle-ci qui dessert désormais la place.

## Liste des stations

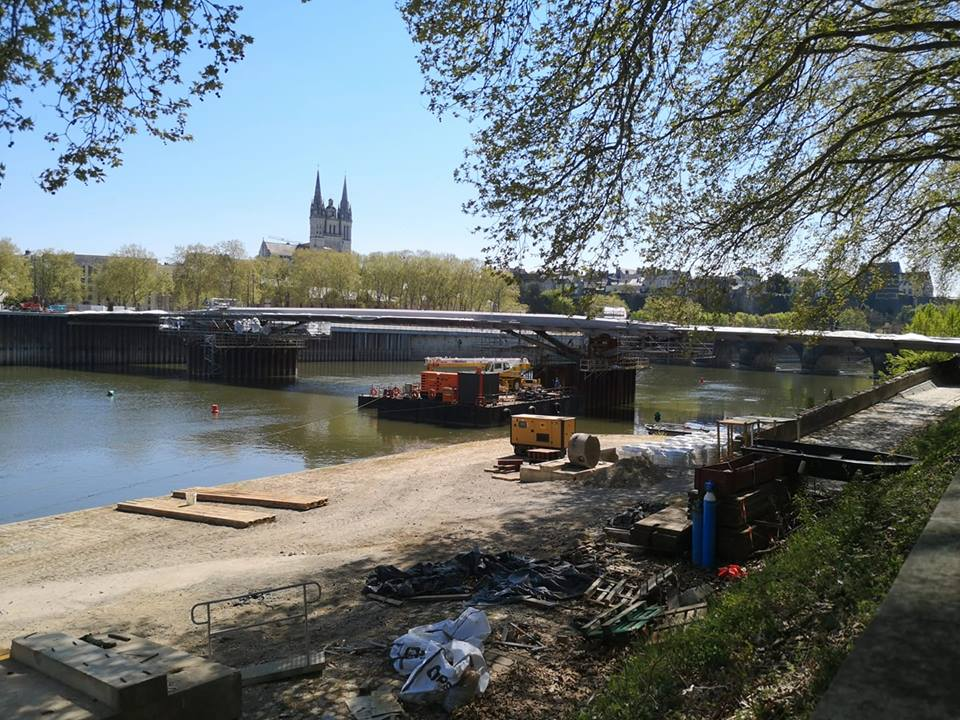
Le pont des Arts et Métiers en construction.

|  |   |  | Stations              | Communes | Correspondance(s)                                                                                    | Coordonnées                 |
|  | - |  | --------------------- | -------- | --- | --------------------------- |
|  | ■ |  | Belle-Beille - Campus | Angers   | tram B · bus 2                                                                                       | 47° 28′ 43″ N, 0° 36′ 21″ O |
|  | • |  | Beaussier             | Angers   | tram B · bus 6 · bus nuit                                                                            | 47° 28′ 34″ N, 0° 35′ 58″ O |
|  | • |  | La Barre              | Angers   | tram B · car 35 · car 36 · car 38 · bus nuit · Parc relais                                           | 47° 28′ 24″ N, 0° 35′ 52″ O |
|  | • |  | Patton                | Angers   | tram B · car 35 · car 36 · car 38 · bus nuit                                                         | 47° 28′ 24″ N, 0° 35′ 31″ O |
|  | • |  | Élysée                | Angers   | tram B · car 35 · car 36 · car 38 · bus nuit                                                         | 47° 28′ 25″ N, 0° 35′ 13″ O |
|  | • |  | Farcy                 | Angers   | tram B · bus 2 · bus 6 · car 35 · car 36 · car 38 · bus nuit                                         | 47° 28′ 24″ N, 0° 34′ 40″ O |
|  | • |  | Le Quai               | Angers   | tram B · bus 5 · bus 6 · express 21 · car 33 · car 34 · car 35 · car 36 · car 37 · car 38 · bus nuit | 47° 28′ 18″ N, 0° 34′ 03″ O |
|  | • |  | Doutre                | Angers   | tram B                                                                                               | 47° 28′ 27″ N, 0° 33′ 39″ O |
|  | • |  | Molière               | Angers   | tram B                                                                                               | 47° 28′ 26″ N, 0° 33′ 17″ O |
|  | • |  | Ralliement            | Angers   | | 47° 28′ 16″ N, 0° 33′ 06″ O |
|  | • |  | Foch - Maison Bleue   | Angers   | tram A · bus 1 · bus 2 · bus 3 · bus 4 · bus 8 · bus 9 · bus 10 · bus nuit                           | 47° 28′ 08″ N, 0° 32′ 59″ O |
|  | • |  | Foch - Haras          | Angers   | tram A · bus 1 · bus 2 · bus 3 · bus 4 · bus 8 · bus 9 · bus 10 · bus nuit                           | 47° 28′ 00″ N, 0° 33′ 10″ O |
|  | • |  | Les Gares             | Angers   | tram A · bus 2 · bus 4 · bus 8 · bus 9 · bus 10                                                      | 47° 27′ 53″ N, 0° 33′ 20″ O |
|  | • |  | La Fayette            | Angers   | tram A · bus 9                                                                                       | 47° 27′ 42″ N, 0° 33′ 17″ O |
|  | • |  | Strasbourg            | Angers   | tram A · bus 8 · bus 10                                                                              | 47° 27′ 25″ N, 0° 33′ 15″ O |
|  | • |  | Bamako                | Angers   | tram A                                                                                               | 47° 27′ 06″ N, 0° 33′ 27″ O |
|  | • |  | Jean XXIII            | Angers   | tram A · bus 5                                                                                       | 47° 26′ 55″ N, 0° 33′ 46″ O |
|  | • |  | Jean Vilar            | Angers   | tram A                                                                                               | 47° 26′ 40″ N, 0° 33′ 45″ O |
|  | ■ |  | Roseraie              | Angers   | tram A · bus 5 · Parc relais                                                                         | 47° 26′ 40″ N, 0° 33′ 45″ O |

Les coordonnées sont approximatives et les noms des stations peuvent évoluer.